# Urgia (film)
Urgia este un film românesc din 1978 regizat de Iosif Demian și Andrei Blaier. Rolurile principale au fost interpretate de actorii Gheorghe Cozorici, Lujza Orosz și Nicolae Praida.
Scenariul filmului este inspirat din povestirile „Urgia” și „Dincolo de viață”, incluse în volumul de debut Din viață pentru viață (1976) al scriitorului Fl. N. Năstase.

## Distribuție
Distribuția filmului este alcătuită din:
- Gheorghe Cozorici — Victor Pavalache, tatăl a trei copii: Mihai, Rodica și Andrei
- Lujza Orosz — Catrina Pavalache, soția lui Victor (menționată Luiza Orosz)
- Nicolae Praida — Mitu al lui Dodu, consăteanul lui Victor, activist comunist
- Dana Dogaru — Rodica, fiica lui Victor, logodnica lui Ștefan
- Ica Matache — tușa Ioana, mama lui Ștefan
- Costel Contantinescu — nea Sandu, primarul nou al orașului
- Jean Săndulescu — medicul de la spital care-l tratează pe Victor
- Dan Condurache — Andrei, fiul cel mai mic al lui Victor
- Mihai Cafrița — Ștefan, logodnicul Rodicăi, un tânăr venit mutilat din război
- Gheorghe Birău — Mihai, ceferist, fiul cel mai mare al lui Victor
- Ion Muscă — Petre, prietenul lui Mihai și Ștefan
- Aristide Teică — crainicul comunei
- Ana Vlădescu Aron — mama Ana, consăteană a lui Victor
- Ion Andrei
- Adrian Tuca
- Robert Tarfas
- Mariana Emilian
- István Török⁠(hu)[traduceți] — Dodu, tatăl lui Mitu, prietenul lui Victor (menționat Ștefan Török)
- Maria Nestor
- Traian Petruț
- Valer Bita
- Valentina Vasilescu
- Ion Niculescu
- Boris Petrof
- Vasile Strugaru
- Ion Manolescu
- Doina Deleanu — asistenta medicală
- Boris Perevoznic

## Primire
Filmul a fost vizionat de 1.301.975 de spectatori în cinematografele din România, după cum atestă o situație a numărului de spectatori înregistrat de filmele românești de la data premierei și până la data de 31 decembrie 2014 alcătuită de Centrul Național al Cinematografiei.